# Luciano Gallino
Luciano Gallino (Torino, 15 maggio 1927 – Torino, 8 novembre 2015) è stato un sociologo, scrittore e docente universitario di sociologia italiano.
Tra i sociologi italiani più autorevoli, ha contribuito all'istituzionalizzazione della disciplina nel secondo dopoguerra, lavorando dentro e fuori l'accademia su tematiche che riguardano la sociologia dei processi economici e del lavoro, di tecnologia, di formazione e, più in generale, di teoria sociale. Era considerato uno dei maggiori esperti italiani del rapporto tra nuove tecnologie e formazione, nonché delle trasformazioni del mercato del lavoro. I suoi principali campi di ricerca sono stati la teoria dell'azione e teoria dell'attore sociale, le implicazioni sociali e culturali della scienza e della tecnologia, gli aspetti socio-culturali delle nuove tecnologie di telecomunicazione.

## Biografia
La sua formazione sociologica iniziò presso l'Olivetti di Ivrea, per volontà del proprietario dell'azienda, l'ingegnere Adriano Olivetti. Nel 1956, infatti, venne chiamato a collaborare all'Ufficio Studi Relazioni Sociali costituito presso la Olivetti - struttura di ricerca aziendale inedita in quel periodo in Italia - e, successivamente, dal 1960 al 1969, ricoprì la carica di direttore del Servizio di Ricerche Sociologiche e di Studi sull'organizzazione (SRSSO), ulteriore articolazione dell'ufficio Studi Relazioni Sociali. Nella struttura aziendale, il SRSSO faceva capo alla Direzione del Personale e dei Servizi sociali, di cui fu responsabile per lungo tempo Paolo Volponi. Dopo il 1969 lasciò il SRSSO dell'Olivetti, ma continuò a collaborare con l'azienda, come consulente, almeno fino al 1979. Milita, nel frattempo, nel Partito Socialista Italiano.
Dopo aver ottenuto una libera docenza in sociologia nel 1964, divenne Fellow Research Scientist del Center for Advanced Study in the Behavioral Sciences di Stanford (California). Dal novembre 1965 al 1971 fu professore incaricato presso la Facoltà di Magistero e la Facoltà di Lettere e Filosofia dell'Università di Torino. Successivamente, dal 1971 al 2002, fu professore ordinario di sociologia alla Facoltà di Scienze della Formazione della stessa Università, della quale fu professore emerito fino alla scomparsa. Tra il 1968 e il 1978 fu direttore dell'Istituto di Sociologia di Torino, una delle prime strutture di ricerca in questo ambito disciplinare costituite nell'università italiana. Dal 1999 a fine 2002 fu direttore del Dipartimento di Scienze dell'Educazione e della Formazione. In tale ruolo promosse lo sviluppo di un centro specializzato nello studio e nella realizzazione di corsi orientati alla "Formazione aperta/assistita in rete". D'altra parte, sin dagli anni ottanta fece parte, quale rappresentante dell'ateneo torinese, del Comitato Scientifico del CSI Piemonte, ricoprendo, dal 1990 al 1993, la carica di presidente. Fondò e presiedette dal 1987 al 1999 il Centro di Servizi Informatici e Telematici per le Facoltà Umanistiche dell'Università di Torino, che sin dai primi anni novanta ha messo a disposizione Internet a studenti e docenti.
Parallelamente alla sua attività di ricerca e d'insegnamento, ricoprì diverse e prestigiose cariche istituzionali. Dal 1979 al 1988 fu presidente del Consiglio Italiano delle Scienze Sociali. Dal 1987 al 1992 rivestì la stessa carica nell'Associazione Italiana di Sociologia. Fu socio dell'Accademia delle Scienze di Torino, dell'Accademia Europea e dell'Accademia Nazionale dei Lincei. Diresse dal 1968 la rivista scientifica Quaderni di Sociologia.
Collaborò inoltre con autorevoli quotidiani nazionali, in particolare tra il 1970 e il 1975 con Il Giorno, dal 1983 al 2001 con La Stampa, e dal 2001 con la Repubblica. Fece parte del comitato scientifico della manifestazione Biennale Democrazia.
Dal 2007 fu responsabile scientifico del Centro on line Storia e Cultura dell'Industria, progetto che promuove la conoscenza della storia industriale e del lavoro del Nord Ovest italiano dal 1850 a oggi, con finalità didattiche.
Dal 2011 fu presidente onorario nonché presidente del Consiglio dei Saggi dell'AIS - Associazione Italiana di Sociologia.
Era sposato con Tilde Giani Gallino, con la quale collaborò alla traduzione de L'uomo a una dimensione di Herbert Marcuse (Torino, Einaudi, 1967).

### Contributi e pensiero
Le opere di Gallino sono numerose: diverse trattano del mercato del lavoro, con riferimento all'esigenza del benessere aziendale del lavoratore e alle politiche di welfare e di sostegno dell'occupazione. In altri scritti, Gallino analizza le caratteristiche dell'industria italiana e le cause del suo declino nei suoi diversi settori ("La scomparsa dell'Italia industriale"), identificandole nella scarsa lungimiranza della classe dirigenziale e politica, dimostrata in diversi episodi, quali la vendita della Divisione Elettronica di Olivetti, oppure al ridimensionamento del centro di ricerca CSELT nel campo dell'elettronica e dell'istituto Donegani di Novara, e così via. Negli anni più recenti, ha messo in guardia ai pericoli connessi all'eccessiva "finanziarizzazione" dell'economia globale.
Secondo quanto esposto da Gallino in Finanzcapitalismo, infatti, il capitalismo finanziarizzato ha superato la pervasività e l'influenza sociale del capitalismo industriale, sottraendo ai governi la capacità di incidere sui settori economici strategici, diventando un vero e proprio sistema di potere mondiale. Cruciali sono, secondo Gallino, la tendenza del "finanzcapitalismo" ad estrarre valore dal lavoro, la sua spinta a disarticolare i rapporti sociali e il suo tentativo di ottenere margini e valore anche dal sistema ambientale, da lui letti come sintomi di una tendenza a un processo definito "estrattivismo".

### Posizioni politiche
Gallino ha collaborato alla stesura del programma de L'Unione per elezioni politiche italiane del 2006. Nelle successive elezioni politiche italiane del 2008 ha firmato un appello di sostegno alla lista La Sinistra L'Arcobaleno. Per le elezioni politiche del 2013 dichiarò di votare SEL. Durante le elezioni europee del 2014, fu uno dei sei firmatari dell'appello L'Europa al Bivio, da cui si sviluppò la lista L'Altra Europa con Tsipras, di cui Gallino stesso fu uno dei garanti.
Aderì, con altri sociologi come Franco Ferrarotti, ai fini e agli scopi dei filomati.

## Opere
- Aspetti del progresso tecnologico negli stabilimenti Olivetti, a cura di, Giuffré, Milano 1960.
- Progresso tecnologico ed evoluzione organizzativa negli stabilimenti Olivetti, 1946-1959. Ricerca sui fattori interni di espansione di un'impresa, Giuffré, Milano 1960.
- Indagini di sociologia economica, Edizioni di Comunità, Milano 1962.
- L'industria e i sociologi, a cura di, Edizioni di Comunità, Milano 1962.
- Questioni di sociologia, Edizioni di Comunità, Milano 1962, 1969.
- Personalità ed educazione nel processo di industrializzazione, Tirrenia, Torino 1966.
- La teoria del sistema sociale di Talcott Parsons, Tirrenia, Torino 1966.
- Personalità e industrializzazione, Loescher, Torino 1968.
- Indagini di sociologia economica e industriale, Edizioni di Comunità, Milano 1972.
- Dizionario di sociologia, UTET, Torino 1978; 1983. ISBN 88-02-03850-3; 1993. ISBN 88-02-04773-1; 2004. ISBN 88-7750-919-8.
- La società. Perché cambia, come funziona. Un'introduzione sistemica alla sociologia, Paravia, Torino 1980.
- Occupati e bioccupati. Il doppio lavoro nell'area torinese, a cura di, il Mulino, Bologna 1982.
- Informatica e qualità del lavoro, Einaudi, Torino 1983. ISBN 88-06-05533-X.
- Mente, comportamento e intelligenza artificiale, Edizioni di Comunità, Milano 1984. ISBN 88-245-0211-3.
- Il lavoro e il suo doppio. Seconda occupazione e politiche del lavoro in Italia, a cura di, il Mulino, Bologna 1985. ISBN 88-15-00846-2.
- Della ingovernabilità. La società italiana tra premoderno e neo-industriale, Edizioni di Comunità, Milano 1987. ISBN 88-245-0389-6.
- Lavoro e spiegazione sociologica, in Lavoro e non-lavoro. Condizione sociale e spiegazione della società, Franco Angeli, Milano 1987. ISBN 88-204-2682-X.
- L'attore sociale. Biologia, cultura e intelligenza artificiale, Einaudi, Torino 1987. ISBN 88-06-59820-1.
- Sociologia della politica, UTET, Torino 1989. ISBN 88-7750-110-3.
- Sociologia dell'economia e del lavoro. Tecnologia, organizzazioni complesse e classi sociali, UTET, Torino 1989. ISBN 88-7750-116-2.
- La sociologia. Indirizzi, specializzazioni, rapporti con altre scienze, UTET, Torino 1989. ISBN 88-7750-119-7.
- La sociologia. Concetti fondamentali, UTET, Torino 1989. ISBN 88-7750-120-0.
- Strani anelli. La società dei moderni, La Stampa, Torino 1990. ISBN 88-7783-040-9.
- Informatica e scienze umane. Lo stato dell'arte, Franco Angeli, Milano 1991. ISBN 88-204-7179-5.
- Percorsi della sociologia italiana, a cura di, Franco Angeli, Milano 1992. ISBN 88-204-7127-2.
- Teoria dell'attore e processi decisionali. Modelli intelligenti per la valutazione dell'impatto socio-ambientale, a cura di, Franco Angeli, Milano 1992. ISBN 88-204-7508-1.
- L'incerta alleanza. Modelli di relazioni tra scienze umane e scienze della natura, Einaudi, Torino 1992. ISBN 88-06-12920-1.
- Disuguaglianze ed equità in Europa, a cura di, Laterza, Roma-Bari 1993. ISBN 88-420-4158-0.
- Le classi sociali tra gli anni Trenta e gli anni Cinquanta. Un tentativo di quantificazione e comparazione, in Il regime fascista. Storia e storiografia, Laterza, Roma-Bari 1995. ISBN 88-420-4716-3.
- Se tre milioni vi sembran pochi. Sui modi per combattere la disoccupazione, Einaudi, Torino 1998. ISBN 88-06-14363-8.
- Globalizzazione e disuguaglianze, Laterza, Roma-Bari 2000. ISBN 88-420-6140-9.
- Il costo umano della flessibilità, Laterza, Roma-Bari 2001. ISBN 88-420-6470-X.
- L'impresa responsabile. Un'intervista su Adriano Olivetti, Edizioni di Comunità, Torino 2001. ISBN 88-245-0624-0.
- La società italiana. Cinquant'anni di mutamenti visti dai "Quaderni di sociologia", a cura di e con Paolo Ceri, Rosenberg & Sellier, Torino 2002. ISBN 88-7011-812-6.
- La scomparsa dell'Italia industriale, Einaudi, Torino 2003. ISBN 88-06-16628-X.
- Per una politica industriale. Istruzione, scelte tecnologiche, strutture istituzionali, distribuzione del reddito, in Sergio Ferrari e Roberto Romano, Europa e Italia. Divergenze economiche, politiche e sociali, Franco Angeli, Milano 2004. ISBN 88-464-5483-9.
- L'impresa irresponsabile, Einaudi, Torino 2005. ISBN 88-06-17537-8.
- Italia in frantumi, raccolta di articoli pubblicati su la Repubblica, Laterza, Roma-Bari 2006. ISBN 88-420-7834-4; 2007. ISBN 978-88-420-8228-6.
- Tecnologia e democrazia. Conoscenze tecniche e scientifiche come beni pubblici, Einaudi, Torino 2007. ISBN 978-88-06-18678-4.
- Il lavoro non è una merce. Contro la flessibilità, Laterza, Roma-Bari 2007. ISBN 978-88-420-8322-1.
- Con i soldi degli altri. Il capitalismo per procura contro l'economia, Einaudi, Torino 2009. ISBN 978-88-06-18599-2.
- Finanzcapitalismo. La civiltà del denaro in crisi, Einaudi, Torino 2011. ISBN 978-88-06-20701-4.
- La lotta di classe dopo la lotta di classe, intervista a cura di Paola Borgna, Laterza, Roma-Bari 2012. ISBN 978-88-420-9672-6.
- Il colpo di stato di banche e governi. L'attacco alla democrazia in Europa, Einaudi, Torino 2013. ISBN 978-88-06-21340-4.
- Il denaro, il debito e la doppia crisi spiegati ai nostri nipoti, Einaudi, Torino 2015. ISBN 978-88-06-22834-7.
- Come (e perché) uscire dall'euro, ma non dall'Unione Europea, Einaudi, Torino 2016. ISBN 978-88-581-2453-6.